# عدنان تيغدويني
عدنان تيغدويني (من مواليد 30 أكتوبر 1992-)، هو لاعب كرة قدم هولندي مغربي ريفي من جماعة تفروين. يشغل مركز الجناح .

## إنجازاته

### النادي
فيتيسه آرنهم
كأس هولندا: 2016–17

### المنتخب
المنتخب المغربي الأولمبي
- نهائي بطولة أفريقيا تحت 23 سنة لكرة القدم

## روابط خارجية
- Voetbal International profile (بالهولندية)
- عدنان تيغدويني على موقع اتحاد تركيا (لاعب) (الإنجليزية)
- عدنان تيغدويني على موقع قاعدة بيانات كرة القدم.إي يو (الإنجليزية)
- عدنان تيغدويني على موقع ليكيب (الفرنسية)
- عدنان تيغدويني على موقع ناشيونال فوتبول تيمز (الإنجليزية)
- عدنان تيغدويني على موقع Soccerbase.com (لاعب) (الإنجليزية)
- عدنان تيغدويني على موقع Soccerway.com (الإنجليزية)
- عدنان تيغدويني على موقع عالم كرة القدم.نت (الإنجليزية)
- عدنان تيغدويني على موقع أوليمبيديا (الإنجليزية)
- عدنان تيغدويني على موقع AS.com (الإسبانية)
- "Statistiques d'Adnane Tighadouini". www.footballdatabase.eu. footballdatabase. مؤرشف من الأصل في 2015-11-17.
- "Adnane Tighadouini". www.london2012.com. london2012. مؤرشف من الأصل في 2013-06-05.